# ダグラス・D・オシェロフ
ダグラス・ディーン・オシェロフ（Douglas Dean Osheroff, 1945年8月1日 - ）はアメリカ合衆国の物理学者。ヘリウム3の超流動の発見により、共同研究者のデビッド・リー、ロバート・C・リチャードソンと共に1996年のノーベル物理学賞を受賞した。この発見は1971年になされ、オシェロフはコーネル大学の大学院生であった。

## 来歴
ワシントン州のアバディーンに生まれた。父方の祖父はロシア出身のユダヤ系移民である。医者の家系に育った。カリフォルニア工科大学を卒業した。リチャード・ファインマンの指導を受けた。コーネル大学に進み、1971年にヘリウム3の超流動の発見した。1973年コーネル大学で学位を得た。ヘリウム4 の超流動現象は1937年ピョートル・カピッツァによって発見されていたが、 ヘリウム3はフェルミ粒子であるので超流動にはならないと考えられていた。オシェロフらは2.6mK、34 気圧下でヘリウム3の超流動を発見した。超伝導のBCS理論で説明できない現象として注目を集めた。1976年にサイモン記念賞、1981年にオリバー・E・バックリー凝縮系賞、1998年にリヒトマイヤー記念賞を受賞。
1972年から1987年までベル研究所で研究し、1987年からスタンフォード大学の教授となった。2003年、スペースシャトル・コロンビアの事故調査委員会に加わり、事故原因の究明にも貢献した。